# (1418) Fayeta
(1418) Fayeta – planetoida z pasa głównego asteroid okrążająca Słońce w ciągu 3 lat i 131 dni w średniej odległości 2,24 au. Została odkryta 22 września 1903 roku w Landessternwarte Heidelberg-Königstuhl w Heidelbergu przez Paula Götza. Nazwa planetoidy pochodzi od Gastona Fayeta (1874–1967), dyrektora Observatoire de Nice. Przed jej nadaniem planetoida nosiła oznaczenie tymczasowe (1418) 1903 RG.